# Squonk
Ten artykuł dotyczy stworzenia, którego istnienia nie potwierdza współczesna zoologia.

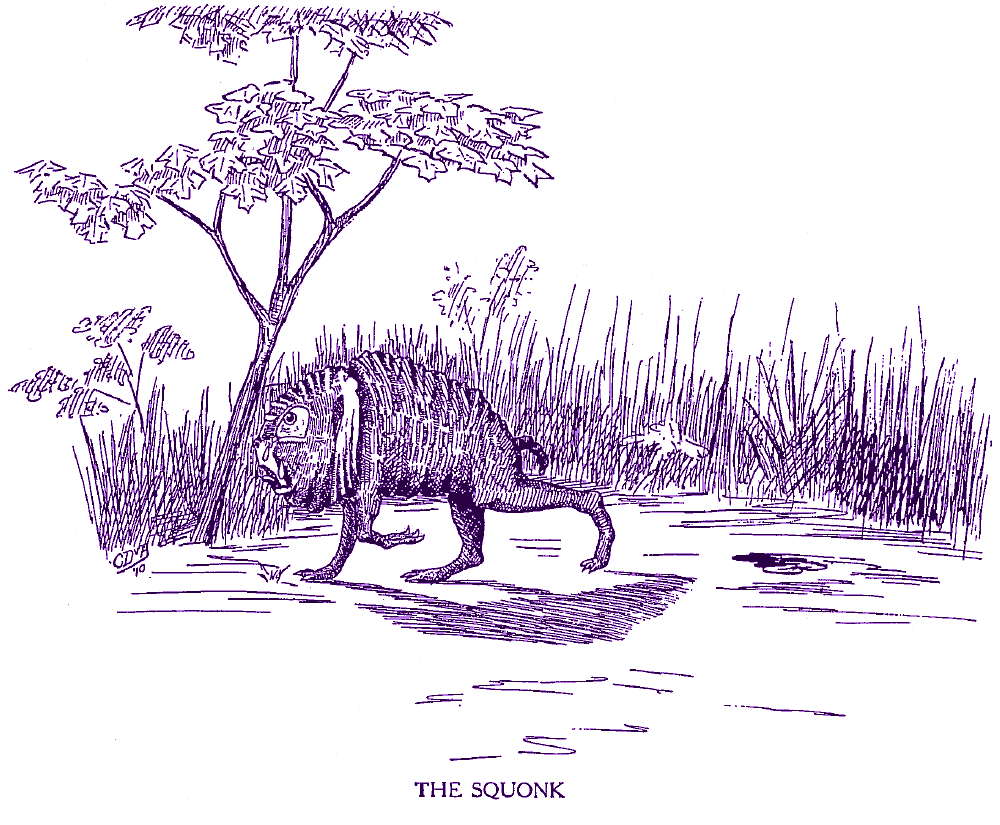
Squonk – ilustracja z Fearsome Creatures of the Lumberwoods

Squonk – legendarny potwór mieszkający w lasach choinowych w północnej Pensylwanii. Legenda o squonkach pochodzi najprawdopodobniej z XIX w., z czasów świetności pensylwańskiego przemysłu drzewnego.
Najstarsza znana pisemna wzmianka o squonkach pochodzi z książki Williama T. Coksa z 1910 r., traktującej o mitycznych potworach (tytuł oryginału: Fearsome creatures of the lumberwood).
Według legendy squonk jest bardzo brzydki. Jego skóra wygląda na chorą, jest pokryta brodawkami i wypryskami. Dlatego squonk ukrywa się przed ludzkim wzrokiem. Myśliwi, którzy próbowali go złapać, twierdzą, że przyparte do muru squonki potrafią całkowicie zmienić się w kałużę łez i bąbelków. Niejaki J.P. Wentling złapał jednego i niósł go w torbie. Torba nagle zrobiła się lżejsza – ze smutnego zwierzątka została już tylko ciecz.
Nazwa gatunkowa squonka, Lacrimacorpus dissolvens, wywodzi się od łacińskich słów „łza”, „ciało” i „znikać”.
Zainspirowany stworzeniem zespół Genesis nagrał utwór Squonk i zamieścił go na płycie A Trick of the Tail z 1976 roku.